# 2023年カタールグランプリ (ロードレース)
2023年カタールグランプリは、ロードレース世界選手権の2023年シーズン第19戦として、11月19日にカタール・ドーハのロサイル・インターナショナル・サーキットで開催された。サーキット施設の大規模な改修と改造のため、終盤戦へと延期になった。